# Harriet szpieguje: Wojna blogów
Harriet szpieguje: Wojna blogów – kanadyjsko-amerykański film z 2010 roku z udziałem Jennifer Stone. Film pojawił się 26 marca 2010 na Disney Channel w Stanach Zjednoczonych.

## Opis fabuły
Harriet (Jennifer Stone) chce zostać oficjalną blogerką swojej klasy. By tego dokonać, musi zaimponować kolegom. Ojciec dziewczyny zostaje producentem musicalu młodzieżowego. Harriet zdradza na swoim blogu szczegóły życia gwiazdora produkcji, Skandera (Wesley Morgan). Wkrótce tego żałuje. Dziewczynka będąca jej rywalką, Marion, umieszcza materiały na innych stronach internetowych. Kiedy Harriet udaje statystkę w musicalu, Skander, który prawie ją wcześniej przyłapał,demaskuje ją. Harriet przypadkiem kręci film w tym momencie na swojej komórce. Umieszcza go na blogu.Wszystko zostaje pokazane w telewizji. Harriet widzi to i odkrywa oszustwo Marion. Skander wszczyna śledztwo w tej sprawie razem z tatą Harriet. Rozpoznają ją na zdjęciu. Harriet zostaje klasową blogerką, bo Marion złamała ustalone zasady konkursu. Skander zawdzięcza jej sukces-znany reżyser chce zrobić film na podstawie musicalu. Całuje Harriet w policzek. Następnego dnia jest to sensacją w gazetach.

## Obsada
- Jennifer Stone jako Harriet M. Welsch
- Wesley Morgan jako Skander Hill
- Vanessa Morgan jako Marion Hawthorne
- Alexander Conti jako Simon "Sport" Rocque
- Doug Murray jako Roger Welsch
- Melinda Shankar jako Janie Gibbs
- Kristin Booth jako Catherine Golly
- Kiana Madeira jako Rachael Hennessy
- Aislinn Paul jako Beth Ellen
- Shauna MacDonald jako Violetta Welsch
- Ann Turnball jako Ms. Finch
- Kristi Angus jako Tiffany St. John
- Adam Chuckryk jako Preston St. John
- Danny Smith jako Tim James
- Peter Mooney jako Lazaar James
- Martin Roach jako Alfred Cooper
- Craig Brown jako Steven James
- Madison Cipparone jako Poppy Malone

## Polski dubbing
Opracowanie wersji Polskiej: SDI Media Polska

Reżyseria: Artur Kaczmarski

Dialogi: Tomasz Robaczewski

Lektor: Artur Kaczmarski

Wystąpili:
- Magdalena Krylik – Harriet Welsch
- Piotr Bajtlik – Skander Hill
- Waldemar Barwiński – Roger Welsch
- Joanna Węgrzynowska – Catherine Golly
- Anna Gajewska – Violetta Welsch
- Maria Niklińska – Jamie Gibbs
- Katarzyna Łaska – Marion Hawthrone
- Joanna Pach – Rachael Hennessy
- Wojciech Paszkowski – Sol
- Grzegorz Drojewski – Tim James
- Artur Kaczmarski – Reżyser
- Elżbieta Kijowska – Pani Elson
- Mateusz Narloch – Simon Rocque
- Julia Hertmanowska – Beth Elien
- Adam Krylik – Coop
- Leszek Zduń – Stefan
- Jarosław Boberek – Szef
- Milena Suszyńska – Poppy Malone
- Tomasz Robaczewski
- Zbigniew Konopka
- Janusz Wituch
- Karolina Kocberska
- Joanna Borer
- Marta Gierzyńska

i inni